# Combustible MOX
Le combustible MOX (ou MOx) est un combustible nucléaire constitué d'environ 8,5 % de plutonium et 91,5 % d'uranium appauvri. Le terme MOx est l'abréviation de « mélange d'oxydes » (mixed oxide en anglais) car le combustible MOx contient plus exactement du dioxyde de plutonium (PuO2) et du dioxyde d'uranium appauvri (UO2). Il se présente sous forme de poudre, granulés ou pastilles. Le plutonium remplace dans ce combustible nucléaire l'uranium 235 habituellement employé comme isotope fissile dans le combustible faiblement enrichi des réacteurs à eau légère, les plus courants dans le monde.
Actuellement, le MOx n'est produit que par l'usine Melox du groupe français Orano. Cette production constitue un débouché civil pour le plutonium issu des combustibles usés retraités à l'usine de la Hague. Les États-Unis et la Russie ont aussi envisagé que leurs surplus militaires de plutonium puissent être éliminés sous forme de MOx dans le cadre de la politique internationale de désarmement nucléaire.

## Histoire
Le MOx est apparu vers les années 1960 dans les centres de recherche (la première irradiation connue est celle du réacteur BR3 de Mol en 1964) et fut même testé par les États-Unis, qui le rejetèrent, le considérant dangereux et peu rentable.
Dans les années 1980, le Gouvernement français met en place un programme de combustible nucléaire utilisant le plutonium. EDF signe alors un accord avec la COGEMA pour utiliser du combustible MOx dans certains de ses réacteurs nucléaires, sous la condition que cela soit économiquement intéressant. Pourtant, en 1989, EDF calcule que l'utilisation du MOx n'est pas économiquement intéressante. Les coûts additionnels sur dix ans de l'utilisation du combustible MOx à la place de l'uranium sont estimés à 2,3 milliards de francs français, soit environ 460 millions d'euros en 2020. Mais puisque le contrat de traitement est déjà signé avec la COGEMA, EDF décide de poursuivre le programme MOx afin de maintenir l'option de traitement ouverte pour les prochaines générations de réacteurs nucléaires.[réf. nécessaire]
L'explication du député français Christian Bataille sur l'origine de l'utilisation du MOx en France est la suivante : « l'échec [...] de la filière des surgénérateurs - en 1997 -   posait le problème de la pertinence du traitement. Pourquoi, en effet, continuer des opérations compliquées et coûteuses s'il n'existe plus de débouché pour les produits issus du recyclage ? Face à cette situation, la France, qui disposait avec les installations de l'usine de retraitement de la Hague d'importantes capacités de traitement, a décidé de se tourner vers une solution alternative : la fabrication du combustible MOx. ».
En 2010, dans le monde, la plupart des réacteurs nucléaires utilisent encore l'oxyde d'uranium (UO2) comme combustible, mais en Europe, environ 40 réacteurs sont autorisés à utiliser du MOx, et plus de 30 font usage de ce droit.

## Processus de fabrication du combustible MOx
Le combustible MOx commercial est aujourd'hui fabriqué selon le procédé MIMAS (micronized master blend) à l'usine MELOX sur le site de Marcoule. Ce procédé consiste dans un premier temps à la réalisation d'un mélange mère (U, Pu)O2 (avec une teneur en Pu de 25 à 30 % massique) par cobroyage de dioxyde de plutonium (issu du retraitement du combustible UOx) et de dioxyde d'uranium appauvri (issu de l'enrichissement de l'uranium). Ce mélange intime des deux poudres est ensuite tamisé puis dilué avec une poudre de UO2 jusqu'à l'obtention de la teneur en plutonium désirée (entre 5 et 10 %). Le coefficient d’interdiffusion entre U et Pu étant très petit ({\displaystyle {\tilde {D}}\approx 2\cdot 10^{-14}\ \mathrm {m^{2}\cdot s^{-1}} } à 2 000 K), le procédé de fabrication exerce une influence notable sur la microstructure des matériaux frittés obtenus. Les pastilles de MOx MIMAS présentent ainsi une microstructure hétérogène comprenant des zones pauvres en plutonium (≈ 2,7 % massique), que l'on nomme matrice UO2, des amas Pu comportant une teneur en Pu d'environ 20,2 % massique, ainsi qu'une zone d'enrobage possédant une teneur en plutonium intermédiaire Pu ≈ 7,3 % massique. La microstructure du combustible est l’enjeu de nombreuses études, portées par un intérêt croissant pour des voies de synthèse alternatives, telles que des synthèses par voie humide (ex. : précipitation hydroxyde), qui permettent d’améliorer l’homogénéité des matériaux produits. En effet, l'homogénéité cationique conditionne à la fois les performances du combustible en réacteur et son aptitude au retraitement.
Le plutonium présent dans le combustible MOx provient du retraitement de pastilles UOx, dans lesquelles il apapraît par capture neutronique de l'uranium 238 au cours des cycles en réacteur nucléaire. Après dissolution des pastilles d’UOx dans l’acide nitrique, le plutonium est extrait de la solution aqueuse par un procédé de séparation chimique, le procédé PUREX. Une fois séparé, il subit une conversion chimique afin d’être transformé en dioxyde de plutonium (PuO2), qui est ensuite mélangé au dioxyde d'uranium (UO2) selon le procédé MIMAS, résumé dans le tableau ci-dessous.
| Étape                                    | Description |
| ---------------------------------------- | --- |
| Élaboration de la poudre d'oxydes mixtes | Dans une « jarre à boulets », un premier mélange est constitué d'oxyde d'uranium appauvri, de 30 % d'oxyde de plutonium et de « chamotte » obtenu à partir de pastilles de combustible MOx rebutées. Puis de l'oxyde d'uranium appauvri est ajouté pour obtenir la teneur en plutonium recherchée, entre 5 et 10 %, selon les besoins des réacteurs. |
| Pastillage                               | après une étape d'homogénéisation, la poudre est transférée dans des presses permettant d'obtenir des pastilles dites « pastilles crues ». |
| Frittage                                 | les pastilles crues sont introduites pendant quatre heures dans des fours dont la température s'élève à 1 700 °C en présence d'une atmosphère d'argon-hydrogène légèrement humidifiée (afin de garantir la stœchiométrie). |
| Rectification                            | pour obtenir le diamètre requis au micron près, les pastilles frittées sont rectifiées à sec entre deux meules. Les pastilles non conformes sont utilisées pour fabriquer la « chamotte ». |
| Gainage                                  | les pastilles rectifiées sont introduites dans des gaines métalliques en zircaloy (alliage de zirconium) pour constituer les crayons. Pour les réacteurs REP 900, chaque crayon mesure environ quatre mètres de long et est composé d'environ 272 pastilles.                                                                                         |
| Assemblage                               | les crayons sont placés dans une structure métallique ou « squelette » pour former un assemblage combustible MOx. |

## Criticité
En 2010, afin d’améliorer la sécurité des réacteurs à neutrons rapides alimentés en MOx et la gestion de leurs déchets radioactifs, les calculs de criticité ont été réactualisés ou précisés à l'aide des « bibliothèques de données nucléaires » disponibles pour les dix types de MOx mis sur le marché (bases de données de l'OCDE JEFF-3.1, JEFF-3.1.1 et 3.3 et de la JAEA, JENDL-ENDF/B-VII.0).

## Comportement dans le réacteur
C'est le plutonium fissile qui donne au combustible MOx sa réactivité nucléaire initiale ; par la suite, l'uranium 238 présent dans le mélange est progressivement transformé en plutonium et remplace en partie le plutonium consommé. De ce fait, il n'y a pas besoin d'enrichir l'uranium.
Le plutonium est beaucoup plus radioactif que l'uranium et avant utilisation, les pastilles de MOx sont plusieurs milliers de fois plus radioactives que celles d'uranium.
Depuis 2010, on dispose de calculs systématiques de modélisation de la composition isotopique du combustible MOx introduit dans les REP et REB. Elle évolue durant l'irradiation dans le réacteur selon d'une part la composition initiale en plutonium et selon d'autre part le contenu du réacteur et le taux de combustion de ce combustible.

## Utilisation
En 2011, la majeure partie des réacteurs utilisant le MOx ont été initialement conçus pour ne consommer que de l'uranium. Seul un petit nombre de ces réacteurs peuvent actuellement utiliser ce combustible, et en quantité limitée. Aucune centrale au monde n'utilise actuellement plus de 30 à 50 % de combustible MOx, le reste du combustible étant de l'uranium enrichi.
Par rapport à un combustible classique, du fait de la présence de plutonium fissile dans le combustible, un nombre de fissions plus important est provoqué par les neutrons rapides, avant qu'ils ne soient ralentis. La conséquence en est que les moyens de contrôle de la réactivité, qui agissent principalement sur les neutrons lents, sont moins efficaces ; il faut alors les renforcer.Par ailleurs, les réacteurs « moxés » se caractérisent par une diminution des contre-réactions de vide. En outre, un nombre plus réduit de neutrons retardés étant émis après une fission, le combustible est plus sensible à des variations rapides de réactivité.
Une fois effectués ces changements d'équipement et de modes de conduite, le réacteur présente des caractéristiques intéressantes pour l'exploitation, comme une perte de réactivité moindre qu'avec le combustible classique.
Certaines centrales ont été conçues pour fonctionner avec 100 % de MOx : le réacteur pressurisé européen (EPR) à la centrale nucléaire de Flamanville, en France, ou bien la centrale nucléaire de Palo Verde, aux États-Unis. Le MOx n'a cependant jamais été utilisé dans la centrale de Palo Verde, celui-ci n'étant par ailleurs pas produit aux États-Unis. L'EPR moxé permettrait une consommation nette de plutonium, avec toutefois comme conséquence un accroissement des quantités produites d'actinides mineurs (américium, neptunium et curium). En première approximation, on peut considérer qu'une tranche EPR moxée à 100 % serait susceptible de consommer environ trois tonnes de plutonium par an.

### Utilisation en France
Entre son démarrage en 1995, et 2012, l'usine Mélox du groupe Orano a produit plus de 1 500 tonnes de MOx pour EDF.
Sur l'ensemble du parc français, EDF utilise le mélange MOx depuis les années 1990. En 2013, sur les 58 réacteurs nucléaires en exploitation, 22 utilisent ce combustible et 24 sont autorisés à l'utiliser. Il s'agit des réacteurs nucléaires à eau pressurisée (REP, ou PWR en anglais) d'une puissance de 900 MW suivants :
| Centrale nucléaire     | nb de réacteurs utilisant du MOx | Année d'autorisation                                 |
| ---------------------- | -------------------------------- | ---------------------------------------------------- |
| Saint-Laurent-des-Eaux | 2                                | StL B1 en 1987, StL B2 en 1988                       |
| Gravelines             | 4                                | Gra B3 et B4 en 1989, Gra B1 en 1997, Gra B2 en 1998 |
| Dampierre              | 4                                | Dam 1 en 1990, Dam 2 en 1993, Dam 3 en 1998          |
| Blayais                | 2                                | Bla 2 en 1994, Bla 1 en 1997.                        |
| Tricastin              | 4                                | Tri 2 et 3 en 1996 - Tri 1 et 4 en 1997              |
| Chinon                 | 4                                | Chi B1, B2, B3 et B4 en 1998.                        |

Initialement, les réacteurs du palier P4/P'4 n'étaient pas qualifiés pour utiliser du combustible MOx. Fin 2021, EDF instruit une demande auprès de l'ASN (avec avis de l'IRSN) afin d'expérimenter l'utilisation de combustible recyclé MOx dans le réacteur no 4 de Paluel. En effet, la Programmation pluriannuelle de l'énergie pour 2019-2028 fixe la fermeture de 12 réacteurs de 900 MWe et maintient l'utilisation de MOx jusqu'à l'horizon 2040. Comme seuls certains réacteurs de 900 MWe sont habilités à utiliser ce combustible, EDF envisage de « moxer » certains réacteurs de 1 300 MWe afin de tenir ces deux objectifs. En février 2025, EDF est autorisée à utiliser, à titre expérimental, quatre assemblages de combustible MOx dans le réacteur no 4,.

### Utilisation au Japon
Une dizaine de compagnies électriques japonaises gérant des centrales atomiques avaient des projets d'utilisation de MOx, devant débuter à partir de mars 2011 pour la plupart. La compagnie française Areva a signé des contrats avec huit électriciens japonais :
- avec Tepco en 1995 ;
- avec Chubu, Kyushu et Shikoku en 2006 ;
- avec Kansai en 2008 ;
- avec EPDC et Chugoku en 2009 ;
- avec Hokkaido en 2010.

En décembre 2009, Kyushu Electric Power Company a introduit du combustible MOx dans la troisième tranche de la centrale nucléaire de Genkai. En 2010, les électriciens Shikoku, Kansai et Tepco ont chargé certains de leurs réacteurs en MOX.
L'exploitant japonais TEPCO a utilisé, à partir de février 2011, du combustible MOx dans le 3e réacteur de la centrale nucléaire de Fukushima Daiichi, utilisation qui a duré fort peu de temps en raison des accidents nucléaires sur ce site entraînés par le tsunami du 11 mars 2011. Au moment de la catastrophe de Fukushima, trois autres réacteurs utilisaient du MOx au Japon.
En juin 2014, un convoi de MOx parti de France mi-avril est arrivé au port japonais de la centrale nucléaire de Takahama. La livraison d'une usine de production de MOx serait envisagée pour 2024.

### Utilisation en Suisse
Trois réacteurs sur deux sites consomment du MOx en Suisse :
- la centrale nucléaire de Gösgen ;
- la centrale nucléaire de Beznau.

Le pays s'est par ailleurs, par une votation de 2017, engagé dans l'abandon du nucléaire.

### Utilisation au Canada
Le plutonium extrait des déchets produit deux fois plus d'énergie dans une centrale de type Candu que dans un Rep.

### Utilisation en Russie
La Russie a commencé l'utilisation du MOx en janvier 2020, dans la centrale de Beloyarsk. Des projets de retraitement sont en cours

### Projets en Finlande, Royaume-Uni
La France ayant livré l'EPR, un type de centrale conçu pour fonctionner avec 100 % de MOx, il est probable que ces deux pays utiliseront le combustible. Ceci même si la capacité effective de l'EPR à fonctionner avec 100 % de MOx sur une longue période n'a pas été observée (en 2021).

### Chine
La France a signé en 2018 un contrat pour la construction d'une usine de production de MOx en Chine.

## Le combustible MOx après passage en réacteur
Selon le rapport du Haut comité pour la transparence et l'information sur la sécurité nucléaire (HCTISN) de juillet 2010 : « Compte tenu des conditions techniques et économiques actuelles, il n'est aujourd'hui pas considéré comme intéressant de valoriser immédiatement cette matière dans le parc de réacteurs à eau pressurisée. Ils sont entreposés et constituent une réserve énergétique de plutonium qui sera nécessaire à plus long terme pour le démarrage des réacteurs de 4e génération »[réf. souhaitée].
En sortie de réacteur, le combustible MOx irradié est entreposé en piscine de désactivation et traité comme une matière potentiellement valorisable. Durant cette période d'entreposage, la composition chimique ainsi que les propriétés physiques et radiologiques du combustible continuent d'évoluer en raison de la désintégration radioactive des radionucléides.
Le combustible MOx dégage une puissance résiduelle supérieure à celle du combustible UOx en raison de sa forte activité radiologique. En conséquence, le temps d'entreposage sous eau nécessaire du combustible MOx avant transport ou un éventuel stockage géologique direct est rallongé à plusieurs dizaines d’années.
La stabilité physique et thermique du MOx, ainsi que sa production de radionucléides évolueront plus ou moins lentement, ainsi que les dégâts d'irradiation et de microstructure notamment liés à son taux de combustion, et à son degré de corrosion et à un éventuel futur contact avec de l'eau souterraine dans un dépôt définitif.
Le MOX irradié pourrait théoriquement être encore retraité, mais il contient des traces significatives d'isotopes divers qui inhibent l'activité de la fission (la réactivité nucléaire du matériau).
- La « qualité » du plutonium se dégrade pendant l'utilisation du combustible MOx : dans un réacteur nucléaire à neutrons lents, le plutonium 239 présent initialement et dans des proportions massives, isotope fissile, se transforme en partie (quand il ne fissionne pas) en plutonium 240, puis (par une capture neutronique supplémentaire) en plutonium 241, qui se transforme assez rapidement en américium 241, nucléide à la fois neutrophage et fortement irradiant.
- Par la suite, du fait de la présence initiale de plutonium, qui (par capture neutronique en réacteur) génère des actinides mineurs, les assemblages de MOx irradiés contiennent plus de deux fois plus d'actinides mineurs que les assemblages classiques. Les proportions des américium-241 et 242 sont notamment multipliées par 4, et celle du curium-244 par près de 10.

Pour ces raisons le retraitement nucléaire et stockage de ce combustible sont nettement plus problématiques que ceux de combustibles issus d'uranium. C'est pourquoi il n'est actuellement pas envisagé de recycler le MOx irradié pour l'utiliser dans les réacteurs actuels. Cependant, à titre expérimental, des petites quantités de combustibles MOx irradié (environ une tonne) ont été retraitées à La Hague et réutilisées par dilution dans des réacteurs d'EDF.
Le plutonium ayant été concentré dans le combustible MOx, le volume de stockage des déchets de haute activité issus du combustible MOx est réduit d'un facteur 8 environ par rapport à un cycle ouvert (un assemblage MOx concentre le plutonium de 7 assemblages UO2 retraités et en économise 1 supplémentaire).
Le projet de réacteur à neutrons rapides lancé en 2010 et dénommé ASTRID visait à multirecycler le plutonium - même de qualité dégradée. C'est pourquoi il pouvait permettre d'envisager de réemployer une partie du combustible MOX usé. Ce projet est toutefois abandonné en 2019 pour des raisons politiques et des contraintes budgétaires. Il apparait en effet difficile de concevoir une rentabilité pour ce dernier projet qui est techniquement beaucoup plus difficile que le retraitement du combustible n'utilisant pas le MOx, qui a lui-même été arrêté en 2013, à cause lui-même d'un défaut de rentabilité. En effet le recyclage du combustible n'a par exemple pas été lancé aux États-Unis dans les années 1980 à cause d'un défaut de rentabilité immédiat par rapport au cours de l'uranium. Le coût de production du combustible MOx est quatre à cinq fois supérieur à celui de l'uranium enrichi. Néanmoins, le cours de l'uranium est voué à augmenter dans les années 2030 en raison du développement rapide de l'industrie électronucléaire de pays comme la Chine et l'Inde, ce qui pourrait donner un intérêt économique et stratégique à l'utilisation de combustible MOx,.

## Points de vue sur la filière MOx

### Avantages

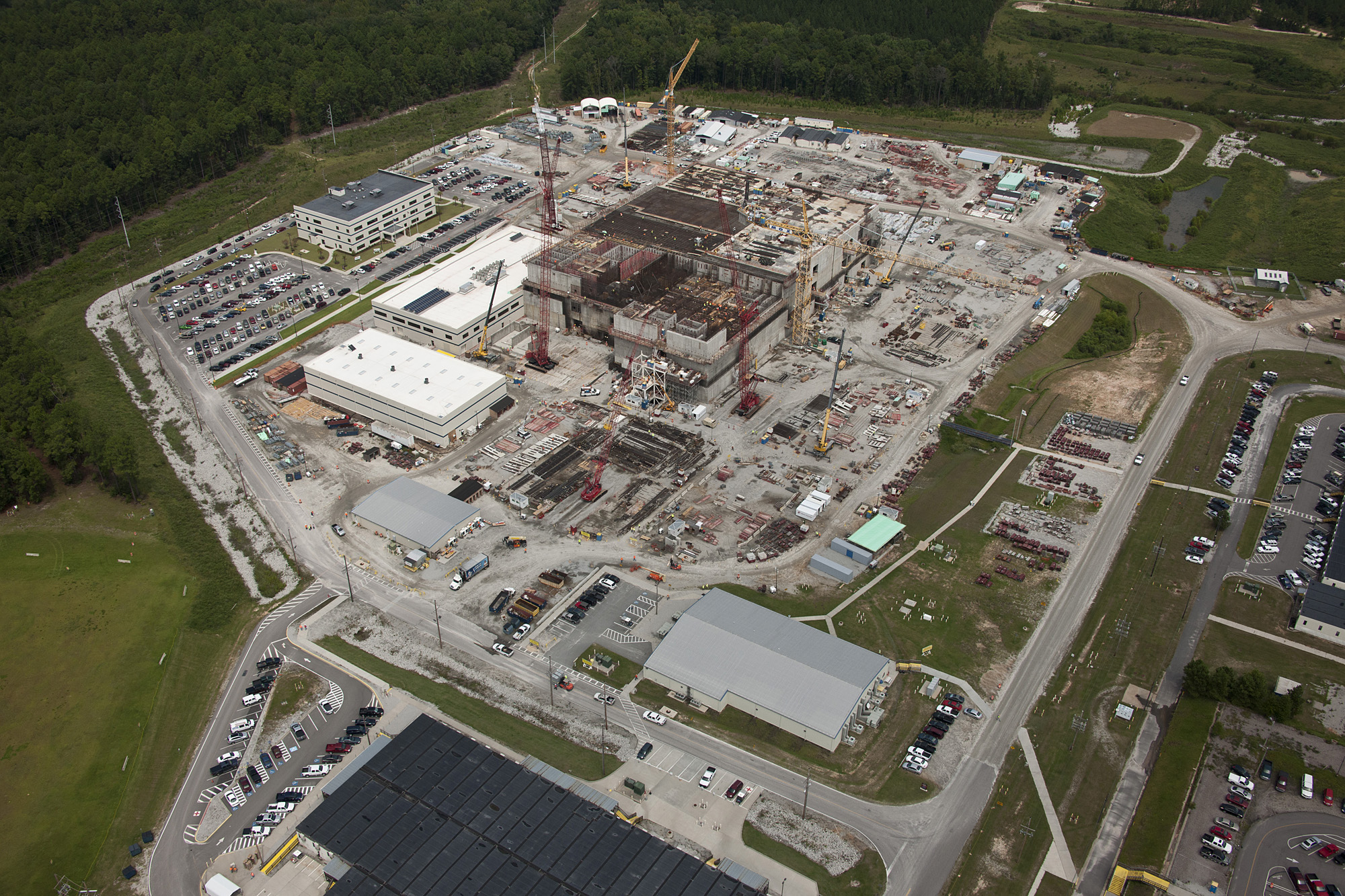
Usine de fabrication de MOX, Savannah River Site, en 2012, projet abandonné en 2018.

Le combustible MOx peut être fabriqué à partir du plutonium militaire déclaré en excès. En l'an 2000, Washington et Moscou se sont engagés à éliminer chacun 34 tonnes de plutonium issu de la guerre froide en les recyclant sous forme de combustible MOx à usage civil dans le cadre de l'accord nucléaire russo-américain sur le plutonium militaire (PDMA). Une usine de fabrication de MOx est en construction en Russie, et un autre projet était envisagé aux États-Unis à Savannah River Site,. Ce dernier projet a cependant été abandonné fin 2018.
Un intérêt du MOx réside dans la possibilité d'utiliser de l'uranium naturel ou de l'uranium appauvri, en place du traditionnel uranium enrichi. L'uranium appauvri étant un déchet de la production de l'uranium enrichi ou un résidu du retraitement des barres de combustible usagé, il est possible de fabriquer du combustible MOx sans nouvel apport en uranium naturel, donc uniquement à partir de déchets de l'industrie nucléaire. La mise en œuvre du combustible MOx permet de diminuer la quantité d'uranium naturel à utiliser. En France, selon Areva, l'utilisation du MOx permet une économie d’uranium naturel de 25 %, tandis que EDF annonce une économie de 17 % d’uranium naturel lié au retraitement des combustibles usés, dont 10 % grâce à l'utilisation de combustible MOx (les 7 % complémentaires étant économisés par l'utilisation de l'uranium retraité). L'association pour le contrôle de la radioactivité dans l'Ouest (ACRO) calcule une économie de 11,7 % d’uranium naturel, en utilisant les données fournies par le Haut comité pour la transparence et l’information sur la sécurité nucléaire (HCTISN).
Selon le CEA, le MOx permet d'économiser de l’uranium enrichi et de réduire la quantité de plutonium parmi les déchets ultimes. L'uranium enrichi à 4 % est remplacé par un mélange contenant 8 % de plutonium et 92 % d'uranium appauvri, qui produit en fin de vie un mélange comprenant 4 % de plutonium, ce qui entraîne donc une diminution nette du stock de plutonium.
La mise en œuvre du combustible MOx permet, en attendant le développement des réacteurs rapides surgénérateurs, de maîtriser l'inventaire en plutonium (plafonner la quantité de plutonium à gérer) issu du retraitement des combustibles UO2 déchargés des réacteurs thermiques. De plus les déchets contenant du plutonium seraient moins volumineux.

#### Une porte d'entrée vers la filière thorium
Il est possible d'utiliser des techniques de fabrication proche de celles employées pour le MOx pour convertir du thorium en uranium 233. La matrice d'uranium appauvri serait remplacée par une matrice de thorium, le combustible permettrait alors une meilleure utilisation du plutonium (20 % au lieu de 15 %), et de produire de l'uranium 233 ouvrant la voie à un cycle du combustible nucléaire au thorium. Une dizaine de réacteurs classiques équipés en « ThOX » pourraient produire assez d'uranium 233 pour démarrer un réacteur nucléaire à sels fondus ; en équipant la totalité du parc, il serait possible de basculer toute la filière électro-nucléaire en une à deux décennies. Le projet du "ThorCon nuclear reactor" (en)  envisage cependant une mise en service plus précoce, en 2029.

### Inconvénients

#### Radioactivité

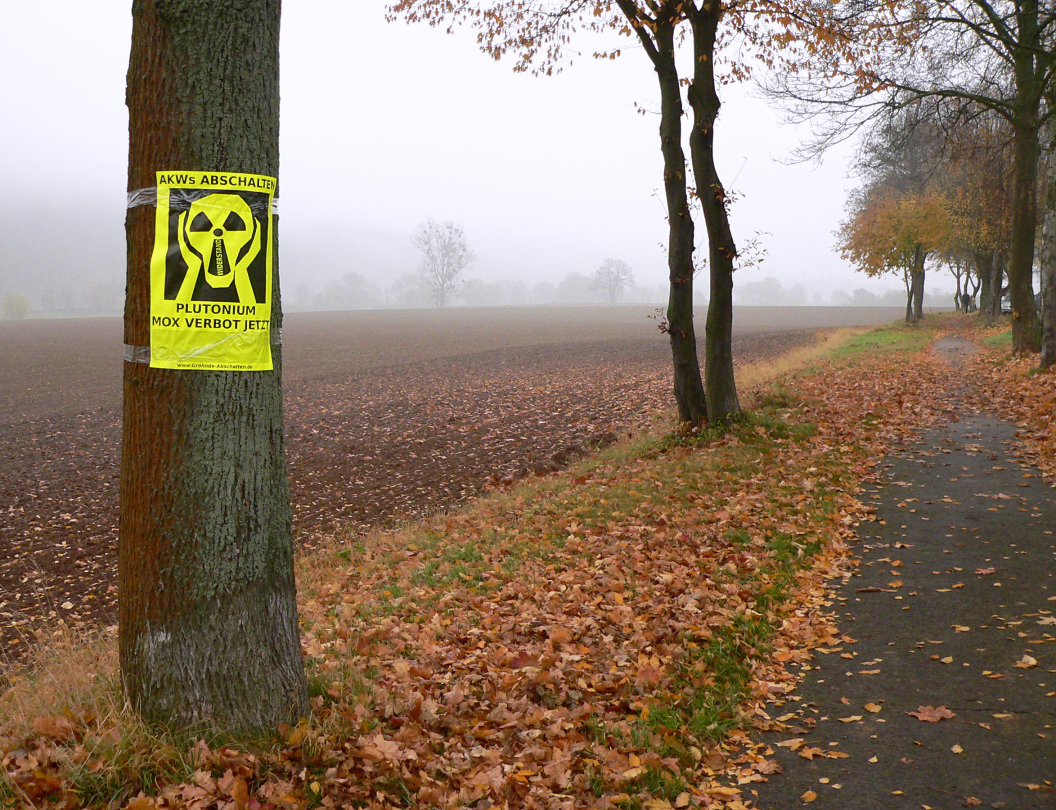
Affiche informant des dangers du MOX en Allemagne.

Le combustible MOx est beaucoup plus radioactif et radiotoxique que le combustible à base d'uranium enrichi. Pour le combustible usagé, les estimations vont de 5 à 9 fois plus,. De ce fait, la fabrication du combustible MOx, son transport à travers le monde et son utilisation dans un réacteur nucléaire nécessitent des précautions particulières en matière de radioprotection des travailleurs et des populations des territoires traversés.
La radiotoxicité et l'émission de chaleur durent également plus longtemps que pour le combustible conventionnel (UOx) : le déchet met environ 50 ans à atteindre la même activité radioactive que l'UOx au bout de 5 à 8 ans, au moment de son retraitement. Il dégage de 2 à 7 fois plus de chaleur au bout de 3 ans de stockage que l'UOx, et encore 4,3 fois plus après 60 ans.
Le caractère potentiellement proliférant de son contenu en plutonium impose des précautions supplémentaires en matière de sécurité nucléaire,. Cependant, certaines ONG telles que Greenpeace affirment que le développement du commerce international du combustible MOx et du retraitement nucléaire associé pourrait accroître (plutôt que réduire) le risque de prolifération nucléaire.

#### Coût
L’ensemble des activités constituant l’Aval du cycle du combustible (recyclage, logistique gestion des déchets) représenterait environ 2 % du coût du kWh en France pour les particuliers. Cette évaluation est néanmoins très difficile compte tenu de la difficulté à évaluer le coût du stockage sur la durée de vie des déchets.
Si l’on compare le coût du cycle ouvert (sans recyclage des matières contenues dans le combustibles nucléaires usés) avec celui du recyclage (notamment le recyclage du plutonium sous forme de combustible MOx), les coûts complets des deux systèmes sont comparables, avec des différences de résultat inférieures aux marges d’erreur.
Les calculs sont en outre fortement influencés par le taux d’actualisation retenu. Pour un coût complet comparable, le recyclage est plus cher à court terme (coût des usines de recyclage) mais fournit trois sources d’économie à plus long terme :
- des déchets finaux cinq fois moins volumineux[63], ce qui réduit fortement le coût du stockage final ;
- une solution de stockage final – entreposage géologique en profondeur après vitrification et emballage – durable pour plusieurs dizaines de millénaires. À l'inverse, l’entreposage à sec exige, après une durée comprise entre 50 et 100 ans, de récupérer les combustibles usagés pour les reconditionner, ce qui entraîne de nouveaux coûts[64] ;
- une économie sur les ressources naturelles, qui subissent un prélèvement plus faible grâce au recyclage[65].

Le recyclage permet ainsi de gérer de manière sûre et responsable les déchets déjà produits, plutôt que de laisser cette tâche aux générations futures.
Concernant le combustible MOx, 44 réacteurs dans le monde utilisent ou ont utilisé du MOx depuis plus de 40 ans. Ce combustible présente le même niveau de sûreté que les combustibles classiques UOX à base d’uranium naturel enrichi comme l’ont établi les autorités de sûreté nucléaires indépendantes des sept pays utilisant le MOX (Allemagne, Belgique, Suisse, Angleterre, Japon, France, Pays-Bas). Actuellement 10 % de l’électricité nucléaire produite en France provient du combustible MOx[réf. nécessaire], tandis que le coût de production est 4 à 5 fois supérieur à celui de l'uranium enrichi. D'après l'Ocde la rentabilité du MOx ne serait assurée qu'à partir d'un cours de l'uranium à 178 $ (au cours du dollar en 2018), c'est-à-dire plus depuis 2008.
Une commission d'enquête du parlement français, sur les coûts du nucléaire a cependant conclu en 2014, qu'elle avait une grande difficulté à évaluer l'intérêt économique du MOx par rapport au simple stockage des déchets, mais que dans le meilleur des cas « il ne revenait pas plus cher de stocker directement le combustible usé que de le retraiter », la filière MOx impliquant des risques supérieurs. La grande quantité d'actinides mineurs produits après utilisation du MOx rend en pratique impossible le retraitement des déchets en l'absence de réacteurs de 4e génération. Cela aboutit en proportion à une augmentation très importante du volume de déchets non recyclés, à vie longue, par rapport à un cycle sans MOx. Ainsi seules 70 t de combustible MOx ont été recyclées depuis son utilisation (sur les 1 500 t au moins produites, soit 4 %), à comparer avec un taux de recyclage des déchets n'utilisant pas le MOx potentiel de 94 % et constaté en 2012 de 17%.

#### Risques d'accident lors de l'utilisation en réacteur
Les différences de comportement entre le plutonium et l’uranium peuvent atteindre la sûreté des réacteurs nucléaires moxés. En effet, les propriétés physiques du MOx affectent les performances thermiques et mécaniques des assemblages combustibles. En particulier, le MOx entre en fusion beaucoup plus rapidement que l’uranium enrichi, car son point de fusion est plus faible,[source insuffisante].